# ワイルドリスク
ワイルドリスク（Wild Risk、1940年 - 1973年）はフランスの競走馬・種牡馬。1942年から1945年にかけて平地競走、障害競走の両方で活躍した。種牡馬となってからは障害競走に出走経験がある馬としてはめずらしく平地用種牡馬としても成功し、1955、1961、1964年の3度フランス種牡馬チャンピオンを獲得している。

## 経歴
父はセントサイモン系でフランスで活躍したリアルト、母はブランドフォードの産駒ワイルドバイオレットであり、その間に1940年生まれた。現役時代は長距離を中心に走り、平地では22戦4勝、エドガージロワ賞、ルサンシー賞などに優勝。障害でも一線級の実力の持ち主で、ドートゥイユ大障害（5100メートル）、トルワ賞、プランタン大障害などに14戦9勝。平地と障害の合計で36戦13勝、3,843,385フラン獲得の戦績を残している。
引退後は種牡馬となったが、障害への出走経験などからあまり期待されていなかった。だが、ワードンがワシントンDCインターナショナル、ヴィミーがキングジョージ6世&クイーンエリザベスステークスを制し、その後もバルト（パリ大賞典、アスコットゴールドカップ）、ワルドメイスター（カドラン賞）、ルファビュリュー（ジョッケクルブ賞）らを輩出し、さらにこれらが種牡馬としても成功し、ワイルドリスク系を形成した。その後直系子孫自体は競馬のスピード化の流れに乗れず障害や南アメリカへと流れていき、それらも現在はほとんど衰退しているが、母系の中に入って重要なスタミナ源となっているとされており、日本ではテイエムオペラオー(6×3)やメイショウサムソン(6×6)にワイルドリスクのクロスがある。

## 主な産駒
- Le Fabuleux(FR,1961,栗毛,母Anguar,母の父Verso)	1964 ジョッケクルブ賞
- ヴィミー(FR,1952,黒鹿毛,母Mimi,母の父Black Devil)	1955 キングジョージ6世&クイーンエリザベスステークス
- Balto(FR,1958,鹿毛,母Bouclette,母の父Victrix)	1961 パリ大賞
- Tonnera(FR,1963,鹿毛,母Texana,母の父Relic)	1966  サンタラリ賞
- Worden(FR,1949,栗毛,母Sans Tares,母の父Sind)　1952 伊 ローマ賞
- Bubunia(FR,1963,黒鹿毛,母Bella Paola,母の父Ticino)	1966 仏 ロワイヨモン賞
- Wild Page(1959,栗毛,母Rampage,母の父Owen Tudor)	1962 伊 ヴァレーセ市大賞

### 母の父として
- Blushing Groom(FR,1974,栗毛,父Red God,母Runaway Bride)	1977 プール・デッセ・デ・プーラン
- Free Ride(GB,1961,鹿毛,父Free Man,母Croix du Risque)	1965 仏 ガネー賞
- Ashmore(FR,1971,鹿毛,父Luthier,母Almyre)	1976 仏 ドーヴィル大賞
- Wise Money(GB,1967,鹿毛,父ロイヤルレコード,母ワツオニア)	1969 伊 テヴェレ賞
- Art Bleu(GB,1987,栗毛,父Legend of France,母Almyre)	1991 仏 ラクープ
- Ramanouche(FR,1976,黒鹿毛,父Riverman,母Bubunia)	1978 仏 エクリプス賞
- Acoma(FR,1973,鹿毛,父Rheffic,母Almyre)	1976 仏 ミネルヴ賞
- ベイラーン(IRE,1971,鹿毛,父Red God,母Runaway Bride)	1974 仏 セーネオワーズ賞
- El Toro(FR,1968,鹿毛,父Night and Day,母Midnight Moon)	1974 仏 メシドール賞

## 血統表
| ワイルドリスクの血統[[]]・3号族(3-f) / | ワイルドリスクの血統[[]]・3号族(3-f) / | ワイルドリスクの血統[[]]・3号族(3-f) / | （血統表の出典）     | （血統表の出典） |
| 父系                                   | セントサイモン系                       | セントサイモン系                       | セントサイモン系     | [ § 2 ]          |
| 父 Rialto 1923 栗毛                    | 父の父Rabelais 1900 鹿毛               | St.Simon                               | Galopin              | Galopin          |
| 父 Rialto 1923 栗毛                    | 父の父Rabelais 1900 鹿毛               | St.Simon                               | St.Angela            |                  |
| 父 Rialto 1923 栗毛                    | 父の父Rabelais 1900 鹿毛               | Satirical                              | Satiety              | Satiety          |
| 父 Rialto 1923 栗毛                    | 父の父Rabelais 1900 鹿毛               | Satirical                              | Chaff                |                  |
| 父 Rialto 1923 栗毛                    | 父の母La Grelee 1918 栗毛              | Helicon                                | Cyllene              | Cyllene          |
| 父 Rialto 1923 栗毛                    | 父の母La Grelee 1918 栗毛              | Helicon                                | Vain Duchess         |                  |
| 父 Rialto 1923 栗毛                    | 父の母La Grelee 1918 栗毛              | Grignouse                              | Kilglass             | Kilglass         |
| 父 Rialto 1923 栗毛                    | 父の母La Grelee 1918 栗毛              | Grignouse                              | Simper               |                  |
| 母 Wild Violet 1935 鹿毛               | 母の父Blandford 1919 黒鹿毛            | Swynford                               | John o'Gaunt         | John o'Gaunt     |
| 母 Wild Violet 1935 鹿毛               | 母の父Blandford 1919 黒鹿毛            | Swynford                               | Canterbury Pilgrim   |                  |
| 母 Wild Violet 1935 鹿毛               | 母の父Blandford 1919 黒鹿毛            | Blanche                                | White Eagle          | White Eagle      |
| 母 Wild Violet 1935 鹿毛               | 母の父Blandford 1919 黒鹿毛            | Blanche                                | Black Cherry         |                  |
| 母 Wild Violet 1935 鹿毛               | 母の母Wood Violet 1928 栗毛            | Ksar                                   | Bruleur              | Bruleur          |
| 母 Wild Violet 1935 鹿毛               | 母の母Wood Violet 1928 栗毛            | Ksar                                   | Kizil Kourgan        |                  |
| 母 Wild Violet 1935 鹿毛               | 母の母Wood Violet 1928 栗毛            | Pervencheres                           | Maboul               | Maboul           |
| 母 Wild Violet 1935 鹿毛               | 母の母Wood Violet 1928 栗毛            | Pervencheres                           | Poet's Star          |                  |
| 母系(F-No.)                            | 3号族(FN:3-f)                          | 3号族(FN:3-f)                          | 3号族(FN:3-f)        | [ § 3 ]          |
| 5代内の近親交配                        | Isinglass5.5×5=9.38%                   | Isinglass5.5×5=9.38%                   | Isinglass5.5×5=9.38% | [ § 4 ]          |
| 出典                                   | 1. 2. 3. 4.                            | 1. 2. 3. 4.                            | 1. 2. 3. 4.          | 1. 2. 3. 4.      |